# Krocha
Als Krocha (hochdeutsch: Kracher) bezeichnet man Mitglieder einer kurzlebigen, vor allem im Jahre 2008 wahrgenommenen jugendkulturellen Szene in Österreich. Der Begriff leitet sich vom Wienerischen „einekrochn“ (hineinkrachen) ab und wurde nach eigenen Angaben von dem österreichischen DJ Stefan Berndorfer (Stee Wee Bee) geprägt. Diese Jugendkultur vertritt keine expliziten Werte oder Weltanschauungen.
Bei der Wahl zum Wort des Jahres 2008 in Österreich belegte Krocha den zweiten Platz hinter Lebensmensch.

## Verbreitung
Jugendliche, die sich selbst als Krocha bezeichnen, gab es etwa von 2007 bis 2009 in Wien und später vereinzelt auch in ganz Österreich. Der Kleidungsstil hat sich jedoch bereits weit darüber hinaus ausgebreitet. Durch Medien wie YouTube, Netlog oder MyVideo wurden die Art des Tanzens und der Kleidungsstil sehr schnell verbreitet, wobei die meisten Aufnahmen mit Handykameras gedreht wurden. Ende 2008 bezeichneten sich rund 1,7 % der 11- bis 29-Jährigen als Krocha.
Ende 2008 begann die Krocha-Szene zu verschwinden. Einige Elemente wurden von vielen Jugendlichen aber beibehalten.

## Sprachstil
Die Szene definierte sich durch die Verwendung und Kreation eigener Wörter und Verwendung eines eigenen Sprachstils, die sich großteils aus der Wiener Umgangssprache und Teilen von Sprachen Eingewanderter ableiten. So stand „Kroch’ ma' eine“ (Krachen wir hinein) ganz einfach für Spaß haben oder einfach nur für das Betreten einer Diskothek. Zur Betonung und Bejahung war das Wort „fix“ gebräuchlich. Allgemeiner Ausdruck der Gefühlserregung war das Wort „Bam“ (von Na bumm! – Bumsternazl! – Ja so etwas!). „Pock i ned“ (Fass ich ja nicht) diente zum Ausdruck der Fassungslosigkeit; das „Oida“ (Alter) wurde auch ohne sichtbaren Zusammenhang fast jedem Satz vor- oder hintangestellt.

## Aussehen
So wie fast jede Jugendkultur unterschieden sich Krocha durch ihre Kleidung optisch vom Rest der Gesellschaft. Sie zeigten sich markenbewusst und trugen bevorzugt D&G, De Puta Madre 69, Angel Devil, Baxmen und Ed Hardy. Zum Outfit gehörten meist gold- oder silberfarbene und weiße Sneaker oder Boxerstiefel, große, lose auf den Hinterkopf gesetzte Trucker- und Designer-Kappen wie von Ed Hardy oder „Flash Caps“ genannte Kappen in Neonfarben, enge Jeans und teilweise auch Kufiyas.
Üblicher Haarstil bei männlichen Krochan war der Vokuhila. Krocharinnen, wie sich die weiblichen Mitglieder dieser Gruppe auch selbst bezeichneten, hatten dagegen meist geglättetes, schwarz gefärbtes oder blondiertes Haar, oft mit schräg geschnittenen Stirnfransen. Typisch für Krocha war auch durch Selbstbräuner und Solarium getönte Haut.

## Musik
Krocha hörten elektronische Tanzmusik, vor allem Schranz, Hardstyle, Jumpstyle und Dance, wobei sich der Tanzstil auf die Auswahl der Musikrichtung auswirkte.

### Vermarktung
Anfang Mai 2008 brachten die Plattenfirmen Universal Music und EMI die Sampler krocha traxx Vol. 1 und Krocha Hits Vol. 1 heraus. Beide konnten sich in den Charts platzieren, wobei Letzterer sogar den 2. Rang belegen konnte. Weiters nahm Universal Music die Hip-Hop-Band Die Vamummtn unter Vertrag, die die Krocha-Hymne, eine Persiflage auf die neue Jugendkultur, rappen. Die Single erschien am 23. Mai 2008.

## Tanzstil
Der Tanzstil der Krocha ließ sich nicht eindeutig festlegen, die Krocha selbst bezeichneten ihren Tanzstil als „krochn“. Einerseits lehnte er sich stark an den Melbourne Shuffle und Hardstep an, andererseits war auch Jumpstyle unter den Krochan weit verbreitet. Einige Schritte waren dem Charleston entnommen.

## Rezeption
In den Kulturressorts der österreichischen Tageszeitungen wurden die stilistischen Anlehnungen der Krocha zumeist abgelehnt: 

„Neon, Vokuhila, Pali-Tuch: Warum kommt bloß das Schlimmste der 80er-Jahre zurück?“

„Die ‚Krocha‘ sind eine reine Spaßkultur. Bei ihnen stehen Selbstinszenierung und Konsum im Vordergrund. Das Palästinensertuch hat für sie überhaupt keine politische Bedeutung – es ist reines Modeaccessoire. Das ist vermutlich eine sehr kurzlebige Erscheinung – und Wien ist auch nicht die Stadt, in der internationale Trends entstehen.“

Ein ideologischer Hintergrund wurde weitgehend verneint:

„Der ideologische Überbau dieser Bewegung ist noch etwas diffus. In besagtem Austro-Pidgin verfasste Stellungnahmen im Internet lassen eine solide Verweigerung des bildungsbürgerlichen Ethos sowie eine damit korrespondierende Betonung des Lustprinzips vermuten.“

## Trivia
Thomas Schäfer-Elmayer gab zum Finale der 4. Staffel der ORF-Tanzshow Dancing Stars eine Einlage im Krocha-Stil zum Besten. Außerdem unterrichtete er im Rahmen einer Morgensendung im Hitradio Ö3 eine eigene Krocha-Tanzklasse.